# Dublini vár

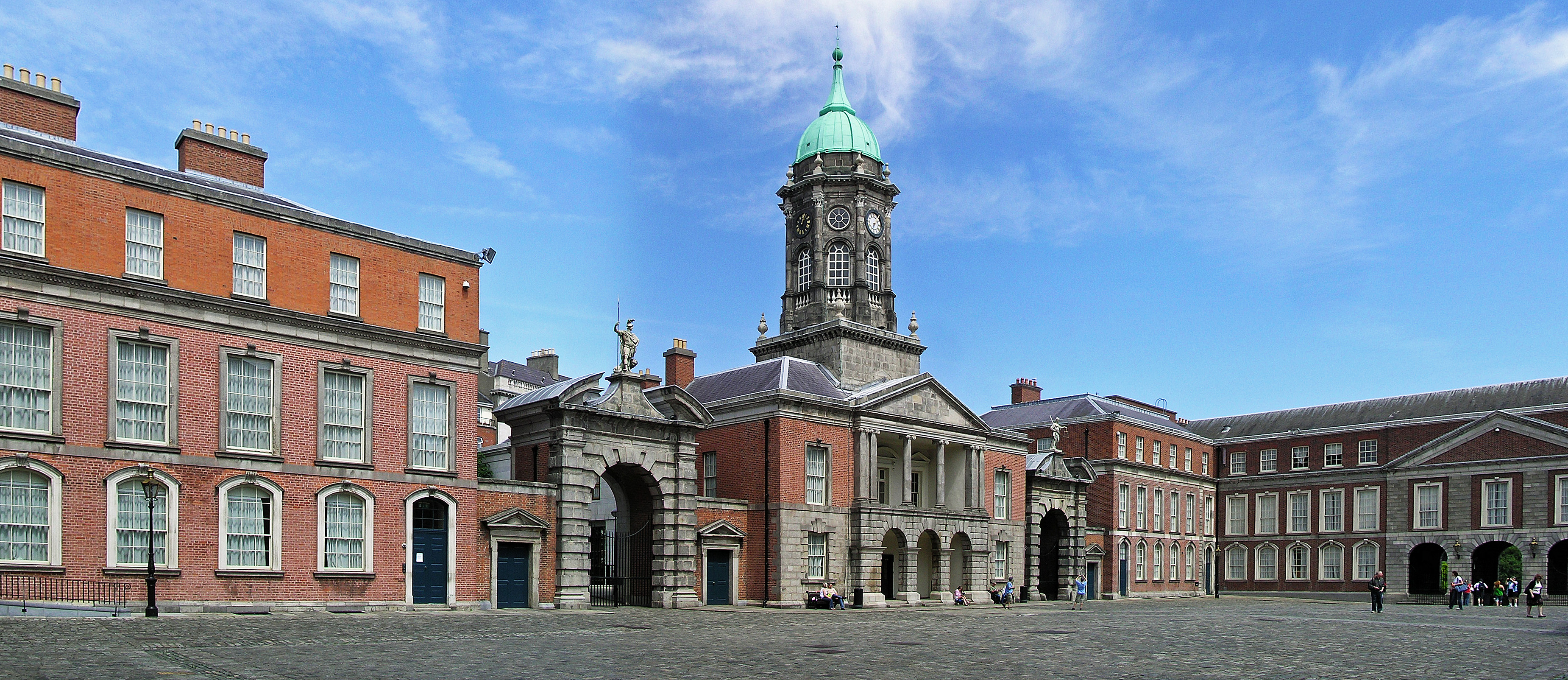
A dublini vár

A dublini vár (angolul Dublin Castle; írül Caisleán Bhaile Átha Cliath) egy vár az írországi Dublinban. Elődjét a normannok építették a XIII. században, ebből csak egy vaskos Record-tornya maradt, valaha várbörtön. A vár hivatalosan 1922-ig az angol közigazgatás írországi központja volt. 1937 óta itt iktatják be hivatalukba az ír köztársasági elnököket.

## Ismertetése
Bejárat melletti alagsorában régészeti kiállítás mutatja be a vár történetét a kezdetektől napjainkig. A Chester Beatty Library (Chester Beatty Könyvtárat nemrég helyezték el a vár egyik tornyában, egy ír származású New York-i milliomos ír államra hagyományozott  gyűjteménye (könyvtár, ikonok, papirusz tekercsek, régi Bibliák, a Korán több mint ötszáz különböző példánya értékes kéziratok).